# Coelioxys cayennensis
Coelioxys cayennensis är en biart som beskrevs av Maximilian Spinola 1841. Coelioxys cayennensis ingår i släktet kägelbin, och familjen buksamlarbin. Inga underarter finns listade i Catalogue of Life.